# هودژووتسی
هودژووتسی (به بلغاری: Hodzhovtsi) یک منطقهٔ مسکونی در بلغارستان است که در شهرستان کاردژالی واقع شده‌است.